# Портнов Андрій Володимирович (політик)
Портно́в Андрі́й Володи́мирович (27 жовтня 1973, Ворошиловград — 21 травня 2025, Посуело-де-Аларкон, Іспанія) — український проросійський політик і юрист. Народний депутат України V—VI скликань (2006—2007, 2007—2010). Заслужений юрист України (2004). Не обіймаючи офіційних державних посад, до своєї смерті мав великий неформальний вплив на судову системи України, тісні зв'язки з адміністрацією Януковича і офісом президента Зеленського.
У 2005—2010 роках керував юридичним департаментом передвиборчого штабу Юлії Тимошенко. З 2 квітня 2010 до кінця лютого 2014 — керівник Головного управління з питань судоустрою Адміністрації Президента Віктора Януковича та заступник (з 24 січня 2014 перший заступник) глави Адміністрації Президента України.
Під час Революції гідності був дотичний до прийняття «диктаторських законів 16 січня». Одразу після Революції гідності, наприкінці лютого 2014 року, виїхав з України. У 2014—2015 роках перебував під санкціями ЄС. Спершу жив у Росії, потім переїхав до Відня (Австрія), займався адвокатською діяльністю. 19 травня 2019 року повернувся в Україну. Незважаючи на відсутність, 15 січня 2020 року Печерський суд Києва визнав, що Портнов проживав на території України протягом останніх 5 років.
Проти Портнова було заведено низку кримінальних справ, багато з яких він виграв у суді. 2018 року українські слідчі почали розслідування про можливу причетність Портнова до анексії Криму, а СБУ відкрило справу за статтею «Державна зрада», яку було закрито 15 серпня 2019 року.
З 2021 року знаходився під візовими та фінансовими санкціями США у зв'язку з причетністю до масштабної корупції в Україні.
21 травня 2025 року Портнова було застрелено в передмісті Мадрида, Посуело-де-Аларкон.

## Життєпис
Народився 27 жовтня 1973 у Ворошиловграді 1990 року закінчив Луганську середню школу № 50. У 1991—1992 роках проходив строкову військову службу у Збройних силах СРСР та України.
У 1993—1994 роках працював юрисконсультом ТОВ «Юрліт Лтд» у Луганську, одночасно навчаючись на заочному відділенні юридичного факультету Східноукраїнського державного університету. Потім неповні два роки — юристом АП «Луганська нафтобаза».
У 1996 році очолював у Луганську юридичну фірму «Укрінформправо». У 1999 році закінчив університет.

### У Державній комісії з цінних паперів
У січні 1997 року почав працювати в Києві в Державній комісії з цінних паперів та фондового ринку. Спершу головним спеціалістом відділу методології та стандартизації обліку та звітності управління корпоративних фінансів. Через кілька місяців був призначений заступником начальника контрольно-правового управління, начальником відділу правозастосування.
З вересня 1997 по грудень 2001 займав у комісії керівні пости: помічника голови, начальника управління корпоративних фінансів; помічника голови, керівника групи помічників і радників голови; начальника управління корпоративних фінансів.
З січня 2002 по травень 2003 року був директором юридичної фірми «Портнов і партнери», що спеціалізувалася на послугах у сфері інвестиційного бізнесу, корпоративного управління, приватизації та ринку цінних паперів. Пізніше фірму було перейменовано на «Корпоративні технології». Саму фірму та Портнова неодноразово звинувачували у проведенні рейдерських захоплень майна у 2002—2010 роках
У червні 2003 року повернувся до Державної комісії і до липня 2004 року працював першим заступником виконавчого секретаря (керівника центрального апарату). З липня 2004 по липень 2005 року — член комісії.
У 2004 році Указом Президента України Портнову було присвоєно звання «Заслужений юрист України».

### У парламенті
У липні 2005 року повернувся до адвокатської діяльності, якою займався до квітня 2006 року. Після корупційного скандалу в Україні у вересні 2005 року представляв у суді інтереси держсекретаря Олександра Зінченка, який звинуватив главу Ради національної безпеки і оборони Петра Порошенка та його оточення в корупції. Судовий розгляд закінчився на користь Порошенка.
Перед парламентськими виборами 2006 Портнов потрапив до списку Блоку Тимошенко та під час виборів очолював юридичний відділ фракційного штабу, був обраний народним депутатом Верховної Ради V скликання.
На дострокових парламентських виборах у 2007 році повторно пройшов у парламент за списком БЮТ, ставши депутатом Верховної Ради України VI скликання Увійшов до парламентського комітету з питань правосуддя. У 2008 році обраний заступником глави фракції БЮТ.
У парламенті існувала неформальна «група Портнова», до якої крім Портнова входили Святослав Олійник, Валерій Писаренко та Володимир Пилипенко.
У серпні-вересні 2008 року за дорученням Юлії Тимошенко працював над спільними з Партією регіонів законопроєктами, що послаблювали владу президента Віктора Ющенка. У 2008 році разом з юридичною командою не допустив проведення дострокових парламентських виборів. Займався супроводом газових контрактів у Москві у 2009 році.
30 травня 2009 року, за квотою юридичних вищих навчальних закладів, рішенням ІІІ Всеукраїнського з'їзду представників вищих навчальних закладів та наукових установ обраний на шестирічний термін членом Вищої ради юстиції України.

### В Адміністрації Президента України
Після поразки Тимошенко на президентських виборах 2010 року захищав її інтереси у Вищому адміністративному суді. Згодом заявляв, що вважав звернення до суду недоцільним і зайнявся справою під тиском Тимошенко. Після президентської кампанії припинив юридичне обслуговування БЮТ і подав у відставку з посади заступника керівника фракції БЮТ.
2 квітня 2010 року прийняв пропозицію від президента Віктора Януковича обійняти посаду заступника глави Адміністрації Президента України та керівника Головного управління з питань судової реформи та судоустрою. У БЮТ перехід Портнова в адміністрацію Януковича сприйняли негативно.
У квітні 2011 року, у ході адміністративної реформи, був переведений на посаду радника Президента та керівника Головного управління з питань судоустрою Адміністрації Президента.
У 2011 році очолив групу з розробки проєкту нового Кримінального процесуального кодексу України, що був прийнятий парламентом у квітні 2012 року і набрав чинності у листопаді. Провідниками ідей щодо змін законодавства, ініційованих Андрієм Портновим, у парламенті та соціумі були народні депутати Валерій Писаренко, Володимир Пилипенко та Святослав Олійник. Про них говорили як про «групу Портнова». Андрій Портнов про новий кодекс сказав, що він «запроваджує змагальну модель кримінального провадження європейського типу». В експертів та правозахисників було чимало зауважень та застережень щодо нового Кодексу. З одного боку, це був крок вперед у порівнянні зі старим «радянським» кримінально-процесуальним законодавством, але з іншого, новий Кодекс заклав низку проблем, які породжують перепони для руху України до правового законодавства.

#### Євромайдан та «диктаторські закони 16 січня»
Андрія Портнова називають ініціатором розробки «диктаторських законів» від 16 січня 2014 року, які значно обмежували конституційні права громадян України і були направлені проти Євромайдану. Ухвалювалися ці закони більшістю тогочасного парламенту з порушенням регламенту — без обговорення, підняттям рук, без використання системи «Рада».
Сам Портнов заперечував причетність до розробки законів «16 січня».

| Я в написанні цих законів участі не брав, але як чиновник президентської адміністрації на той момент, в силу своїх функціональних обов'язків, поставив також свою візу, коли вони прийшли з парламенту на підпис президенту |
| — Андрій Портнов, 22 січня 2018 року |

24 січня 2014 року Указом № 39/2014 Президент Янукович призначив Портнова першим заступником глави Адміністрації Президента.
24 лютого 2014 року Портнов виїхав з України. Він заявив, що на нього було вчинено замах.
28 лютого 2014 року Генеральна прокуратура України скерувала вимогу до Міністерства внутрішніх справ та СБУ з вимогою негайно затримати осіб, які причетні до масових вбивств активістів у центрі міста Києва в період з 18 по 22 лютого 2014 року в цьому списку перебував і колишній заступник голови Адміністрації Президента Андрій Портнов.

### Еміграція
У 2014 році разом із цивільною дружиною Анастасією Валяєвою виїхав у Росію. З 2014 року родина Портнова почала скуповувати нерухомість у Москві та Підмосков'ї. Зокрема, на Валяєву було оформлено будинок на 900 м2 у селищі Тимошкіно під Москвою, на цивільну тещу Портнова Лідію Валяєву — 2000 м² у бізнес-центрі «Мосфільмовський». Ними Лідія Валяєва володіє разом із компанією родини Анатолія Торкунова — соратника Міністра закордонних справ РФ Сергія Лаврова.
Згодом переїхав до Відня, займався адвокатською діяльністю. З 27 серпня до 5 жовтня 2018 року керував проросійським телеканалом NewsOne, отримавши від Володимира Мураєва (батька Євгена Мураєва) 100 % акцій каналу.

### Повернення до України
20 лютого 2019 року Печерський суд Києва на вимогу адвоката Портнова встановив для слідчих Генпрокуратури термін у один місяць для завершення досудового розслідування та прийняття процесуальних рішень у кримінальних провадженнях стосовно Портнова. Адвокат повідомив, що провадження від 6 березня 2014 року вже триває чотири роки і 10 місяців і «порушує розумні терміни». Генеральна прокуратура України відмовилася виконувати рішення суду про закриття до 20 березня всіх кримінальних проваджень проти Портнова і подала клопотання про роз'яснення зазначеного рішення суду.
Ситуацію прокоментував колишній заступник голови СБУ генерал-майор Віктор Ягун:

| Переважна більшість матеріалів по Портнову не закріплені процесуально і мають виключно емоційний характер. Те, що необхідно було зробити за «гарячими слідами» у березні — квітні 2014 року втрачено, на жаль, на завжди. Портнов це знає, і вже виграв дистанційно декілька позовів про захист честі й гідності та спростування «неправдивої» інформації. Але він розуміє, що закон це одне, а емоції і пряма фізична сила це зовсім інше. До тих пір, поки не буде гарантій його безпеки з боку чинних керівників силових структур, він в Україні не з'явиться. |
| — Віктор Ягун |

18 квітня 2019 року Портнов опублікував проєкт указу президента Зеленського про дострокові парламентські вибори і розпуск Верховної Ради. У штабі кандидата Зеленського заперечили співпрацю із Портновим та Оленою Лукаш.
У квітні 2019 року Портнов повідомив, що «приєднується до всіх, хто констатує поразку Порошенка» і висловив припущення, що Порошенка чекає «або еміграція, або кримінальне переслідування». Він повідомив, що «в травні вже буде в Україні».
19 травня 2019 року повернувся в Україну. Виконавчий директор Українського інституту майбутнього Віктор Андрусів звинуватив Генерального прокурора Юрія Луценка у бездіяльності, оскільки Портнов вільно повернувся і не викликався на допити, зокрема щодо «диктаторських законів 16 січня». Луценко у відповідь написав: «А у вас є докази про скоєний ним злочин?». 20 травня Портнов заявив, що його охороняють українські правоохоронці.
27 травня Портнов заявив, що подав до ДБР четверту заяву із проханням відкрити кримінальне провадження проти колишнього президента Порошенка. Держбюро розслідувань зареєструвало заяву Портнова щодо президента Петра Порошенка. Портнов заявив, що вважає Порошенка причетним до «державної зради, спроби захоплення державної влади, перевищення влади та службових повноважень».
У червні 2019 року поновився професором у КНУ ім. Шевченка на кафедрі конституційного права юридичного факультету. Через це студенти університету Шевченка влаштували 20 червня протести біля «червоного» корпусу За їх наслідком керівництво вишу, зокрема ректор Київського національного університету імені Тараса Шевченка Леонід Губерський зачитав у присутності студентів та представників преси наказ про скасування попереднього наказу щодо призначення Андрія Портнова на посаду професора на кафедрі конституційного права юридичного факультету.
4 липня 2019 року Портнов написав у Фейсбуці, що розробив законопроєкт, який забороняє працювати в органах влади людям, що обіймали державні посади в період між перемогою Майдану й інавгурацією Зеленського. А вже 11 липня з тотожною ініціативою виступив і сам Володимир Зеленський, заявивши, що «його команда» розробила законопроєкт про «посилення люстрації». За оцінками журналістів видання Texty.org.ua, це свідчить про те, що Володимир Зеленський відкрито «співпрацював» з Андрієм Портновим. За оцінками журналістів, цей закон — не про звільнення чи покарання людей, у чомусь винних, а про заборону працювати у владі всім людям, єдина провина яких полягає в тому, що вони обіймали керівні посади в Україні в період з 23 лютого 2014 до 19 травня 2019 року.
13 липня 2019 року Портнов вкотре анонсував масові репресії щодо представників колишньої влади, називаючи кінець серпня.
15 січня 2020 року суддя Світлана Волкова Печерського суду Києва ухвалила рішення, яким визнала, що Андрій Портнов проживав останні 5 років на території України, попри те, що 22 лютого 2014 року Портнов виїхав з України і повернувся лише 19 травня 2019 року. Перебування за кордоном Портнов пояснював «політичним і безпідставним кримінальним переслідуванням». Рішення суду пов'язане з тим, що 14 квітня 2014 року Портнов дістав посаду директора департаменту з надання правової допомоги за кордоном в адвокатському об'єднанні «Корпоративні технології». Йому оформили службове відрядження за межі України строком на 60 днів і неодноразово продовжували його протягом п'яти років.

### Повторна втеча з України
За даними проєкту «Схеми», 3 червня 2022 року Портнов втік із України через Закарпатську область. За припущенням Сергія Стерненка він скористався допомогою заступника голови Офісу Президента України Олега Татарова. Син Портнова покинув Україну 23 березня 2022 року: виїхав як волонтер по гуманітарну допомогу.
Попри це, співпраця Портнова з Офісом Президента України тривала щонайменше до лютого 2025 року. Одна з останніх замовних робіт — це підготовка тексту супроводжувального листа для санкцій проти лідера партії «Європейської Солідарності» Петра Порошенка.[джерело?] Саме цим листом скористалася віцепрем'єр-міністерка — міністерка економіки Юлія Свириденко.

## Санкції

Країни, де Портнов перебував під санкціями

5 березня 2014 року Рада ЄС ухвалила блокування коштів загалом 17 осіб з числа колишніх урядовців та наближених до експрезидента Януковича, які підозрюються в незаконному використанні бюджетних коштів. Ексзаступник голови Адміністрації Президента Андрій Портнов також увійшов до цього списку.
6 березня 2015 року із санкційного списку Євросоюзу прибрали імена Андрія Портнова, а також Олексія Азарова (сина Миколи Азарова), колишніх очільників СБУ Олександра Якименка та Ігоря Калініна.
У жовтні 2015 року Суд Європейського союзу, розташований у Люксембурзі, ухвалив рішення у справі «Портнов проти Ради ЄС» на користь Портнова та визнав накладення санкцій незаконним.
У липні 2019 року ГПУ надіслала до посольства України в Канаді прохання про зняття санкцій проти Портнова. Це пояснювалось тим, що в Україні проти нього вже не ведуться кримінальні справи й не проводяться досудові розслідування. У листопаді 2019 року представники канадського уряду повідомили журналістам, що Канада може зняти санкції з Портнова якщо Генпрокуратура України не надасть підстав для їхнього продовження. У ГПУ відмовилися коментувати, чи збираються це робити, посилаючись на таємницю слідства. 27 листопада 2019 року генеральний прокурор України Руслан Рябошапка повідомив у Верховній раді, що ГПУ таки веде перемовини з офіційною владою Канади щодо санкцій проти Портнова, але не повідомив деталей.
У грудні 2021 року Офіс з контролю іноземних активів (США) вніс Портнова до санкційного списку за звинуваченнями у причетності до масштабної корупції в Україні, зокрема у судовій гілці влади. За даними Мінфіну США, завдяки хабарництву, Портнов налагодив зв'язки із судовим та правоохоронним апаратами України. Портнову було заборонено в'їзд до США, надання візи та передбачено блокування усі фінансових активів у банках США.

## Наукова діяльність
- У грудні 2001 року у Київському економічному університеті захистив дисертацію з теми «Діяльність іноземних інвесторів на фондовому ринку України (мотивація і регулювання)», здобувши науковий ступінь кандидата економічних наук[66].
- У вересні 2009 року захистив дисертацію на здобуття ступеня доктора юридичних наук з теми «Становлення і розвиток конституційного судочинства в Україні: теоретичні та практичні проблеми»[67]. З жовтня 2009 року — доктор юридичних наук[17][ангажоване джерело].
- З листопада 2009 року — професор кафедри конституційного та адміністративного права юридичного факультету КНУ імені Тараса Шевченка[17][ангажоване джерело]. У червні 2010 року призначений завідувачем кафедри конституційного права.

## Кримінальні провадження та судові справи

### Суд проти Порошенка
У 2005 році Портнов представляв у суді інтереси Олександра Зінченка, Держсекретаря України. Портнов стверджував, що його юридична компанія безкоштовно надавала послуги Зінченку, щоб допомогти «боротьбі з корупцією». Крім того, Портнов у суді намагався оскаржити законність суміщення Петром Порошенком депутатського мандата і посади секретаря РНБО, а також пропонував реприватизувати майно Порошенка. Суди проти Порошенка Портнов програв.

### Масові вбивства на Майдані
28 лютого 2014 року Генеральна прокуратура України скерувала вимогу до Міністерства внутрішніх справ та Служби безпеки України з вимогою негайно затримати осіб, які причетні до масових вбивств активістів у центрі міста Києва в період з 18 по 22 лютого 2014 року, у цьому списку перебував і колишній заступник голови Адміністрації Президента Андрій Портнов.
15 серпня 2014 року Печерський суд Києва частково задовольнив позов Портнова до Генпрокуратури України про захист честі, гідності та ділової репутації, постановивши визнати недостовірною інформацію про його, нібито, причетність до масових вбивств активістів на Майдані під час зимових подій 2014 року.

### Провадження 6 березня
6 березня 2014 року проти Андрія Портнова було відкрите провадження за фактами погроз народним депутатам, а також привласнення коштів Київського національного університету та Київського національного економічного університету на 137,6 тисячі гривень, й можливого привласнення сум незаконних виплат колишнім співробітником АП в особливо великих розмірах.

### Розтрата майна
У травні 2014 року прокуратура Києва відкрила кримінальні провадження проти Портнова за ч. 2 ст. 191 (присвоєння, розтрата майна або заволодіння ним шляхом зловживання службовим становищем) і ч. 1 ст. 364 (зловживання владою або службовим становищем) Кримінального кодексу. Портнову інкримінували, що у червні 2010 року він, використовуючи своє службове становище, незаконно очолив кафедру конституційного права Київського національного університету імені Тараса Шевченка, а також заволодів коштами університету, жодного разу при цьому не відвідуючи лекції. Крім того, з метою незаконного впливу на судову систему вже як представник вищого навчального закладу Портнов став членом Вищої ради юстиції.
24 лютого 2015 року справу було перекваліфіковано, після оновлення повідомлення про підозру залишилось лише звинувачення у заволодінні заробітною платою університету по ст. 191 КК України[первинне джерело]
Станом на лютий 2015 року Портнов перебував у списках МВС як особа, що переховується від прокуратури України. Була зазначена ст. 191 ч. 3 Кримінального кодексу.
До березня 2016 року слідство не змогло встановити осіб, які заволоділи коштами університету у розмірі 800 гривень та кримінальне провадження було закрито[первинне джерело].

### Розкрадання нерухомості в Межигір'ї
9 жовтня 2014 року суд визнав недостовірною інформацію про причетність Андрія Портнова до участі в розкраданні землі та об'єктів нерухомості в Межигір'ї та легалізації коштів, оприлюднену керівництвом Генеральної прокуратури України на його адресу на пресконференції 20 травня і зобов'язав Генеральну прокуратуру України в 10-денний термін цю інформацію публічно спростувати.

### Портнов проти Ради ЄС
У жовтні 2015 року Суд Європейського союзу, розташований у Люксембурзі, ухвалив рішення у справі «Портнов проти Ради ЄС» на користь Портнова та визнав накладення санкцій незаконним. Суд визнав, що накладення санкцій лише за ознакою співпраці з колишнім режимом є неприпустимим. Єдиною причиною для накладення санкцій на Андрія Портнова був лист від генеральної прокуратури України, у якому ГПУ стверджувала, що Портнов причетний до «розтрати значної кількості державних коштів та їх нелегальний вивід за межу України». Однак, за даними суду, лист від України не містив жодних інших деталей щодо фактів, звинувачення у яких приписувалося позивачу, і це — недостатня підстава для запровадження санкцій проти посадовців. Портнов так прокоментував перемогу в суді:

| Як відомо, в березні 2015 року ЄС скасував щодо мене санкції. Мені цього було недостатньо. Я закінчив відносини з Євросоюзом у судовому процесі в Люксембурзі. Рішенням суду ЄС було встановлено, що санкції щодо мене приймалися незаконно і повністю були скасовані. Європейський суд постановив, що Євросоюз зобов'язаний заплатити мені 15 500 євро і вони були перераховані на рахунок в українському банку. Таким чином закінчилася історія з санкціями. Тобто той, хто їх ввів, за них і заплатив |
| — Андрій Портнов |

### Провадження щодо незаконного збагачення на 26млн грн
21 листопада 2017 року проти Портнова було відкрито провадження, відповідно до якого в період з липня 2011 року до 31.12. 2013 року він отримав незаконні виплати на 26 млн грн. Розслідуванням справи займалося НАБУ. 28 грудня 2018 року керівник СА направив справу для продовження досудового розслідування у Генеральну прокуратуру.
6 березня 2019 року НАБУ закрило провадження, пояснивши це рішенням Конституційного суду про визнання неконституційною статті Кримінального кодексу України, яка передбачала відповідальність за незаконне збагачення.

### Державна зрада
У січні 2018 року, під час засідання Оболонського суду у справі про держзраду Януковича, прокурори оприлюднили телефонну розмову між радником президента РФ Сергієм Глазьєвим і якимось «Володимиром Андрійовичем», записану українською розвідкою 1 березня 2014 року. У розмові Глазьєв повідомляє співрозмовнику, що Верховна Рада АРК має ухвалити якусь постанову, підготовану Портновим
3 лютого 2018 року Прокуратура Криму почала перевірку щодо причетності Портнова до окупації та анексії Криму.
26 березня 2018 року стало відомо, що проти Андрія Портнова СБУ розпочала кримінальне провадження за статтею 111 Кримінального кодексу — державна зрада. За словами нардепа Андрія Левуса, Портнов ймовірно причетний до окупації РФ частини території України:

| Про це свідчить запис телефонної розмови між радником Президента Росії Глазьєвим та Головою Верховної Ради АРК Константиновим, що була зафіксована українською розвідкою 1 березня 2014 року. Під час розмови, Глазьєв повідомляє про необхідність прийняття Верховною Радою АРК постанови, яку підготував Портнов — український юрист, ексзаступник глави Адміністрації Президента |
| — Андрій Левус |

29 березня 2018 року стало відомо, що Портнов подав до Шевченківського суду Києва позов на СБУ, він вимагав визнати недостовірною інформацію про його державну зраду. У квітні 2018 року Портнов заявив, що готовий дати свідчення прокуратурі:

| Не треба намагатися. Я до вас ще два місяці тому звернувся з цим клопотанням… А ви два місяці тому мені відповіли, що можливо зробите це, якщо вам це буде потрібно. |
| — Андрій Портнов |

У серпні 2019 року Портнов оприлюднив офіційні листи з прокуратури АР Крим та СБУ, згідно з якими за результатами досудового розслідування слідчими було прийняте рішення про закриття справи в зв'язку з відсутністю в діянні складу кримінального правопорушення.

### Заяви на Порошенка
25 червня 2019 року Ігор Головань, адвокат Порошенка, повідомив, що проти Портнова порушено кримінальну справу за статтею Кримінального кодексу «завідомо неправдиві свідчення». Кримінальне провадження зареєстроване за чотирма епізодами діяльності Портнова — заявам по інциденту з українськими моряками у Керченській протоці, по телеканалу «Прямий», по «Кузні на Рибальському» та по Вищій Раді правосуддя.

### Позов проти МЗС, ГПУ та посольства України в Канаді
У лютому 2019 року Портнов подав позов проти МЗС України, Генпрокуратури, посольства України в Канаді та посла Андрія Шевченка за ініціацію збереження санкцій проти нього в Канаді. У позовній заяві Портнов вказав, що чиновники генпрокуратури і посол України в Канаді в листуванні з канадською владою називали його підозрюваним, і нібито через це він потрапив до списку санкцій цієї країни (хоча, за словами Портнова, у той час підозрюваним у жодній справі він не був). Згідно із інформацією, оприлюдненою у реєстрі Комісара із питань лобізму Канади, аби позбавитися канадських санкцій, Портнов найняв двох лобістів.
У липні 2019 року Печерський суд Києва задовольнив позов Портнова «про захист честі й гідності» та постановив стягнути з бюджету 7 млн на користь Портнова. Адвокатка Портнова — Олена Ісаєвська — підтвердила, що рішення виносив суддя Сергій Вовк.

### Тиск на журналістів
У листопаді 2019 року нацполіція зареєструвала кримінальне провадження проти Портнова, йому інкримінується тиск на редакцію програми «Схеми: корупція в деталях» (проєкт Радіо Свобода). Портнов спочатку оприлюднив персональні дані водія знімальної групи «Схеми» — через те, що редакція готувала розслідування щодо його зв'язків із новою українською владою, а згодом пригрозив всій редакції публікацією детальної особистої та персональної інформації і деталей щодо приватного життя. Редакція заявила про тиск, керівництво Радіо Свобода засудило погрози Портнова «Схемам», представники української медіаспільноти виступили із відкритою заявою щодо погроз Портнова редакції «Схем» і закликали притягнути Портнова до відповідальності і гарантувати безпеку журналістам.
Нацполіція зареєструвала кримінальне провадження за двома статтями ККУ — «перешкоджання законній професійній діяльності журналістів» і «погроза або насильство щодо журналіста». Наступного дня поліція відкрила провадження за заявою Портнова про перешкоджання його журналістській діяльності, підставою для чого стала довідка з телеканалу «112 Україна» про те, що він став спеціальним кореспондентом телекомпанії та має письмове редакційне завдання. Телеканал відмовився це коментувати, посилаючись на конфіденційність співпраці.

### Погрози прокурору Генпрокуратури України
29 листопада 2019 року прокурор Генпрокуратури Олександр Божко звернувся до Кваліфікаційно-дисциплінарної комісії адвокатів Київської області зі скаргою на Портнова. У ній повідомив про погрози насильством, надіслані на його мобільний телефон. У тексті повідомлень, опублікованих українськими медіа, наводяться лайливі слова із погрозами сексуальних дій щодо прокурора. Божко заявив, що Портнов у своїх соцмережах підтвердив автентичність надісланих повідомлень та просить позбавити Портнова адвокатської ліцензії за порушення присяги адвоката.

## Оцінки діяльності

### Проросійська діяльність
Портнова характеризували як проросійського політика Історична правда, Слідство.Інфо. Відзначало його тісні контакти із проросійськими діячами й організаціями і видання Детектор медіа.

## Вбивство
17—18 травня 2025 року Портнов відвідував в Україну, де, зокрема, зустрічався з високопосадовцями, відповідальними за роботу правоохоронних органів.
Зранку 21 травня 2025 року Портнова застрелили в елітному районі Посуело-де-Аларкон поблизу Мадрида. Невідомі нападники чекали на нього біля воріт Американської школи, куди Портнов можливо відвозив дітей. За даними місцевої поліції, він говорив по телефону і збирався сісти до свого авто (Mercedes E Class), припаркованого біля школи, коли на нього ззаду напали двоє або троє осіб, які вистрілили в нього п'ять разів (чотири у груди і контрольний — у голову). Нападники втекли через лісову місцевість у напрямку Каса-де-Кампо. За даними іспанських ЗМІ, напад був добре спланований і нагадував роботу професійних кілерів.

## Нагороди та відзнаки
- Заслужений юрист України (2004)

## Родина
Мав шістьох дітей:
- сини: Ігор Портнов (1993 р. н., при народженні — Ігор Додонов, усиновлений Портновим) та Михайло Портнов (2022 р. н.),
- доньки: Лілія Портнова (1994)[17], Варвара Портнова (2012 р. н.), Уляна Портнова (2014 р. н.) і Василіса Портнова (2019 р. н.)[115][116].

Анастасія Валяєва — цивільна дружина, громадянка РФ (з 2014 року).